# São Paio (Melgazo)
São Paio es una freguesia portuguesa del concelho de Melgazo, con 9,91 km² de superficie y 639 habitantes (2001). Su densidad de población es de 64,5 hab/km².

## Galería

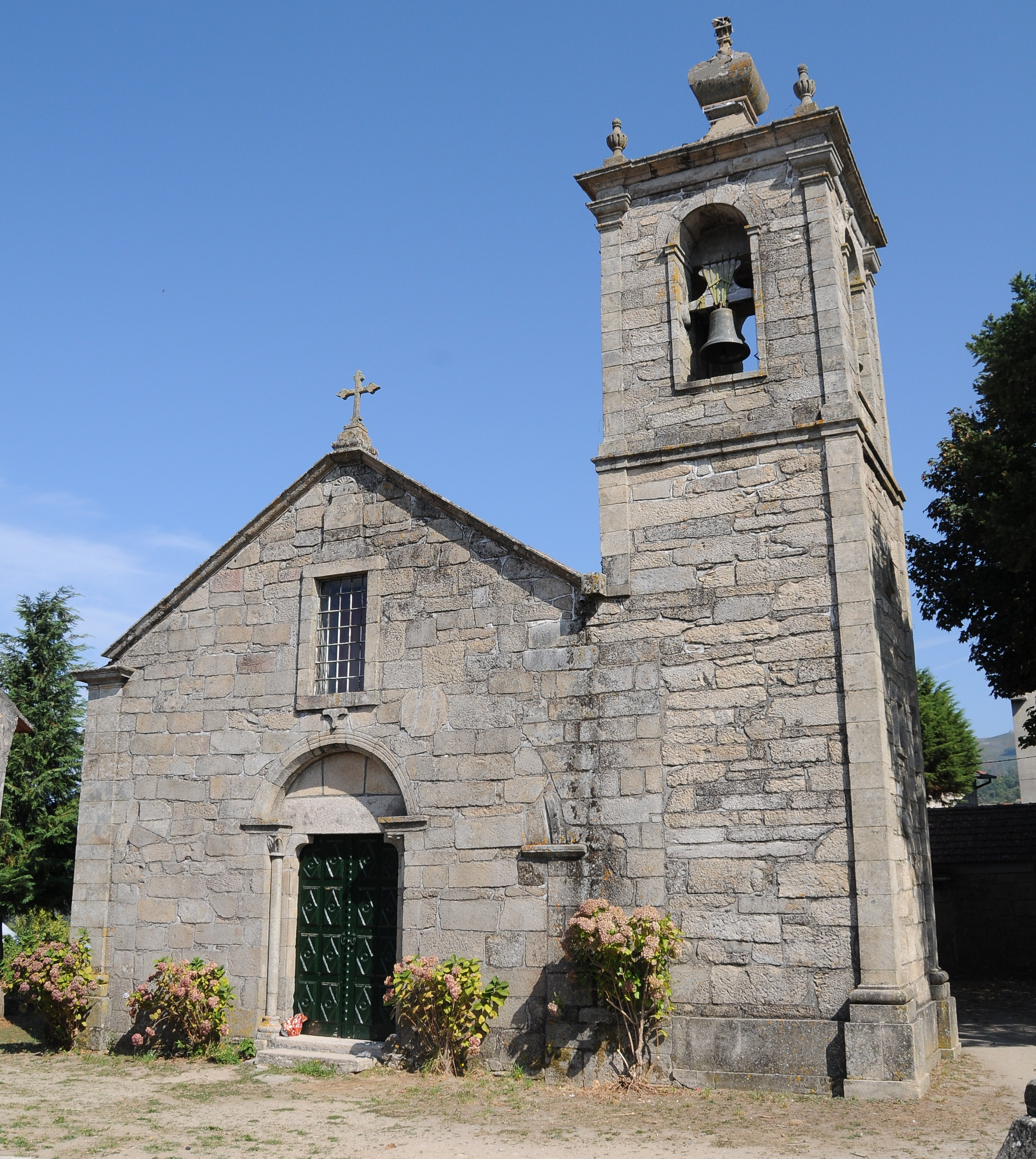
Iglesia de São Paio